# Grauet de Quintanes
El Grauet de Quintanes és un pas de corriol de muntanya situat a 650 m d'altitud entre els termes municipals de Bigues i Riells, al Vallès Oriental, i de Sant Quirze Safaja, al Moianès.
Està situat a la mateixa cinglera dels Cingles de Bertí, al nord de la masia de Can Quintanes.